# Thuyết tiến hóa trung tính

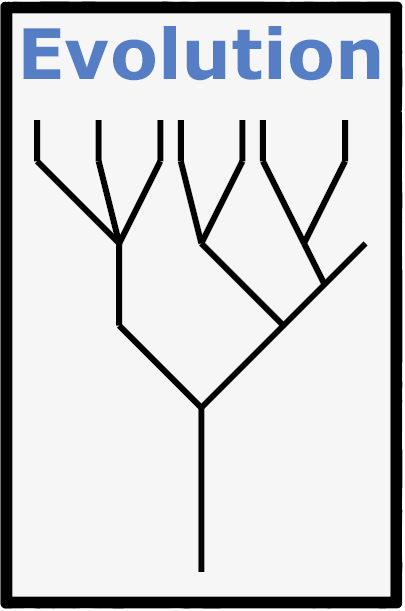
Biểu tượng của tiến hóa

Thuyết tiến hoá trung tính là lý thuyết sinh học cho rằng ở cấp độ phân tử, thì quá trình tiến hoá diễn ra bằng cách củng cố ngẫu nhiên các đột biến trung tính, mà không chịu tác động của chọn lọc tự nhiên. Những đột biến trung tính gồm các alen  không có lợi mà cũng chẳng có hại cho sinh vật, nên không thể bị đào thải và được giữ lại một cách ngẫu nhiên. Lý thuyết này còn cho rằng: sự di truyền của các alen trung tính có thể mô tả bằng các mô hình toán học qua sự trôi dạt di truyền ngẫu nhiên., , 
Thuật ngữ này có nguồn gốc từ tiếng Anh The neutral theory of molecular evolution (học thuyết trung tính của tiến hoá phân tử) cũng như tiếng Pháp La théorie neutraliste de l'évolution (học thuyết tiến hoá trung tính), v.v đã được dùng phổ biến và chính thức trên toàn quốc., ,  Trong ngữ cảnh nhất định, thuật ngữ "học thuyết trung tính của tiến hoá phân tử" (the neutral theory of molecular evolution) được gọi tắt là "thuyết trung tính" (the neutral theory).

## Lược sử
- Thuyết trung tính được đề xuất bởi nhà sinh học phân tử Nhật Bản là Motoo Kimura vào năm 1968, và sau đó là hai nhà sinh vật học người Mỹ Jack Lester King và Thomas H. Jukes công bố độc lập nhưng muộn hơn vào năm 1969. Về sau, Kimura đã trình bày nhiều chi tiết về vấn đề này trong một chuyên khảo năm 1983 ở lĩnh vực tiến hóa phân tử (Kimura, Motoo: "The neutral theory of molecular evolution" - Cambridge, 1983), nên Motoo Kimura được coi là nhà sáng lập chính ra thuyết trung tính.
- Ngay từ khi ra đời, thuyết trung tính đã chịu nhiều phản ứng chống đối của nhiều nhà khoa học, bởi vì nó không công nhận vai trò của chọn lọc tự nhiên trong tiến hoá, nên dường như là chống lại học thuyết Đacuyn[cần dẫn nguồn]. Nhưng nhiều năm sau, học thuyết này được tán thành và được giới khoa học hiện nay công nhận. Ở Việt Nam, học thuyết này đã được giới thiệu trong nhiều giáo trình di truyền học và ở cả chương trình phổ thông.[3], [4], [5]

## Tổng quan

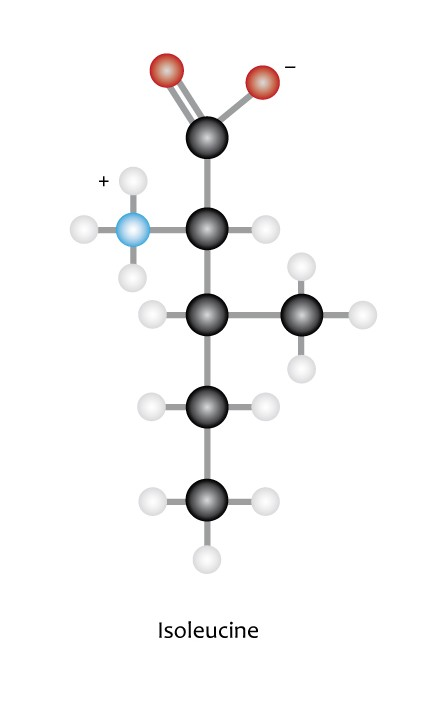
Cấu tạo phân tử izôlơxin (đỏ = ôxi; đen = cacbon; xanh = nitơ; trắng = hydro).

- Đến những năm 1970, hầu hết các nhà sinh học cho rằng đột biến chỉ có hai giá trị trái ngược nhau đối với bản thân thể đột biến, đó là: đột biến có lợi và đột biến có hại. Trong thực tế, đột biến có lợi có thể lại trở thành có hại, hoặc ngược lại, đột biến có hại lại thành có lợi cho thể đột biến tuỳ theo tổ hợp gen chứa đột biến đó và tuỳ theo môi trường mà thể đột biến này sinh sống. Cho dù như vậy, thì đột biến hoặc chỉ có lợi hoặc chỉ có hại mà thôi.
- Tuy nhiên, cũng có đột biến không gây  hại, cũng chẳng có lợi gì cho sinh vật, thì gọi là đột biến trung tính (neutral mutation). Bởi vì trong chọn lọc tự nhiên thì kiểu hình có lợi cho sinh vật thường được giữ lại và củng cố, còn kiểu hình gây hại sẽ bị loại bỏ, nên kiểu gen tương ứng (có lợi hoặc gây hại) sẽ được chọn lọc củng cố hoặc ngược lại là bị đào thải. Nhưng nếu một kiểu gen nào đó có gen đột biến trung tính, thì chọn lọc không thể củng cố cũng như chẳng đào thải kiểu hình do nó gây ra được, do đó đột biến trung tính vẫn được giữ lại và di truyền qua nhiều thế hệ.
- Chẳng hạn như phân tử izôlơxin (isoleucine) là một amino acid cơ bản được mã hoá bởi 3 côđôn khác nhau là AUU, AUX và AUA. Nếu nuclêôtit thứ ba của bất kì côđôn nào trong số này mà bị đột biến thay thế bằng nuclêôtit khác, nhưng vẫn trong "phạm vi" là U hoặc X hay A thì côđôn đột biến đó vẫn mã hoá izôlơxin. Đó là đột biến câm (cũng gọi là đột biến đồng nghĩa) và nó thuộc loại đột biến trung tính. Trong đột biến câm như thế, rõ ràng amino acid tương ứng vẫn không thay đổi, nên sản phẩm của gen vẫn không đổi, do đó chọn lọc tự nhiên không thể tác động đến chúng.[3] Các alen kiểu như thế di truyền qua đời sau, có thể đến lúc nào đó lại đột biến, dễ dẫn đến kiểu hình mới.
- Ngay cả sản phẩm của các gen đột biến có khác nhau, dẫn đến hiện tượng đa hình kiểu gen, thì các kiểu hình tương ứng cũng chưa chắc có hại hay có lợi hơn so với nhau. Ở nhóm máu ABO của người chẳng hạn, các alen quyết định nhóm máu là IA, IB và i (hay IO) đều cùng ở lô-cut gen 9q34.2 (trên nhiễm sắc thể số 9), mã hóa enzym glycôzyltransfêraza. Các alen này tổ hợp với nhau tạo ra bốn kiểu hình (nhóm máu) chủ yếu thường gặp là A, B, AB và O. Trong 4 nhóm máu này, không thể nói người mang nhóm máu nào là có lợi hay có hại hơn người mang nhóm máu nào khác.[7]
- Do đó, các đột biến trung tính vẫn tồn tại, lan rộng và trở nên phổ biến trong quần thể, bất kể tác động của chọn lọc tự nhiên.

## Nội dung chính
- Kimura đã tự tóm tắt thuyết trung tính của ông như sau: "Lý thuyết trung tính cho rằng phần lớn các biến đổi ở cấp độ phân tử cho quá trình tiến hoá không phải là do tác động của chọn lọc tự nhiên, mà là do củng cố ngẫu nhiên các đột biến trung tính hoặc gần như trung tính thông qua hiệu ứng tích lũy của trôi dạt di truyền" (Kimura, 1991).[2]
- Do đó, những đột biến trung tính như thế không chỉ vẫn tồn tại trong quần thể sinh vật, mà còn có thể nhân rộng ra và có thể chiếm tỉ lệ cao trong quần thể ở các đời sau.[3], [5]
- Dựa trên các mô hình toán học về khuếch tán, Kimura đã đưa ra giả thuyết rằng 72% các đột biến điểm dạng thay thế là câm (đột biến đồng nghĩa). Nói cách khác, những đột biến này là trung tính vì các "phiên bản" kiểu gen khác nhau tạo ra prôtêin được mã hóa tương ứng không làm thay đổi khả năng thích nghi của sinh vật với môi trường.
- Thuyết tiến hoá trung tính giả định rằng:[8]

- tốc độ đột biến không đổi theo thời gian;
- quy mô quần thể theo thời gian cũng ổn định;
- số lượng alen bị mất do trôi dạt di truyền xấp xỉ với số lượng alen mới được tạo ra do đột biến.

## Mô tả toán học
Motoo Kimura phát triển mô hình ISM (infinite sites model) tóm tắt sơ lược như sau.
- Nếu gọi v là tốc độ đột biến của giao tử trên mỗi thế hệ của N cá thể trong quần thể lưỡng bội (2n), thì tổng số đột biến mới ở mỗi thế hệ là 2Nv. Khi gọi k đại diện cho tốc độ tiến hóa của quần thể - theo nghĩa là một alen đột biến μ trở nên ổn định trong quần thể - [9] thì có:

{\displaystyle k=2Nv\mu }
- Do đó, theo ISM, các đột biến trung tính có chọn lọc xuất hiện với tốc độ μ trong mỗi bản sao 2N của gen ổn định với xác suất {\displaystyle 1/2N} và bằng μ. Kết quả là tốc độ tiến hóa biểu diễn bằng phương trình:

{\displaystyle k=v}.
- Điều này có nghĩa là nếu tất cả các đột biến là trung tính, tốc độ mà sự khác biệt cố định tích lũy giữa các quần thể khác nhau được dự đoán là bằng với tỷ lệ đột biến trên mỗi cá thể, không phụ thuộc vào kích thước quần thể. Khi tỷ lệ đột biến trung tính là không đổi, thì tỷ lệ phân kỳ giữa các quần thể cũng vậy. Điều này cung cấp một lý do cho đồng hồ phân tử - vốn có trước lý thuyết trung tính.[10] ISM cũng cho thấy một hằng số được quan sát thấy trong các dòng dõi phân tử (molecular lineages).
- Quá trình ngẫu nhiên này được cho là tuân theo các phương trình mô tả sự trôi dạt di truyền ngẫu nhiên bằng các quá trình lấy mẫu, chứ không phải là quá trình di truyền của một alen trung tính do cùng nhóm gen liên kết  với các alen không trung tính. Sau khi xuất hiện do đột biến, một alen trung tính có thể trở nên phổ biến hơn trong quần thể thông qua sự trôi dạt di truyền (genetic drift). Thông thường, nó sẽ bị mất hoặc trong một số trường hợp hiếm hoi nó có thể trở nên cố định, có nghĩa là alen mới trở thành tiêu chuẩn trong quần thể.

Theo lý thuyết trung tính về tiến hóa phân tử, lượng biến dị di truyền trong một loài phải tỷ lệ thuận với kích thước quần thể có hiệu quả (effective population size).

## Vai trò thuyết trung tính
- Ngay từ khi mới ra đời, các tác giả của thuyết này đã khẳng định rằng nội dung của thuyết chỉ áp dụng cho quá trình tiến hóa ở cấp độ phân tử, còn quá trình tiến hóa ở cấp độ cá thể và quần thể là theo kiểu hình thì vẫn phải chịu sự chi phối của chọn lọc tự nhiên như Charles Darwin đã chỉ ra. Nghĩa là thuyết tiến hoá trung tính không mâu thuẫn cũng như không bác bỏ học thuyết chọn lọc tự nhiên, mà chỉ bổ sung và mở rộng ở cấp độ phân tử.
- Một trong những vai trò quan trọng nữa của thuyết này là khẳng định rằng: quá trình tiến hóa không nhất thiết phải lúc nào cũng dẫn đến sự phức tạp hoá các sinh vật, cũng như không nhất thiết phải sinh ra "cái" có lợi thay cho "cái" có hại.
- Mặc dù vẫn còn một số người chưa chấp nhận thuyết này, nhưng hầu hết các nhà sinh học tiến hóa hiện nay đều chấp nhận thuyết tiến hoá trung tính và đồng ý rằng cả hai học thuyết là tương thích và bổ sung cho nhau, phản ánh sự tiến hoá phức tạp và đa dạng trong lịch sử tự nhiên.
- Tomoko Ohta là người chịu ảnh hưởng nhiều của Motoo Kimura đã nhấn mạnh tầm quan trọng của các đột biến trung tính cũng như thuyết tiến hoá trung tính của người thày. Vai trò lớn nhất của thuyết này là đã góp phần đáng kể cho sự hình thành và phát triển của thuyết tiến hóa tổng hợp hiện đại. Ngoài ra, nó giúp giải thích một số hiện tượng thực tế quan sát được.[8]